# Pyrausta flavoviolalis
Pyrausta flavoviolalis is een vlinder uit de familie van de grasmotten (Crambidae). De wetenschappelijke naam van deze soort is voor het eerst voorgesteld als Botys flavoviolalis door Arnold Pagenstecher in een publicatie uit 1885. De spanwijdte van het mannetje bedraagt 24 millimeter.
De soort is voor het eerst ontdekt op het eiland Nias (Indonesië).